# Julio Ruiz de Alda
Julio Ruiz de Alda Miqueleiz (Estella, 7 de octubre de 1897-Madrid, 23 de agosto de 1936) fue un militar y aviador falangista español, considerado un pionero de la aviación, que alcanzó gran popularidad —junto al comandante Ramón Franco— con el vuelo del Plus Ultra en 1926. En los años de la Segunda República fue cofundador de Falange Española y murió asesinado por anarquistas en la matanza de la Cárcel Modelo de Madrid, al mes de iniciada la guerra civil española.

## Biografía

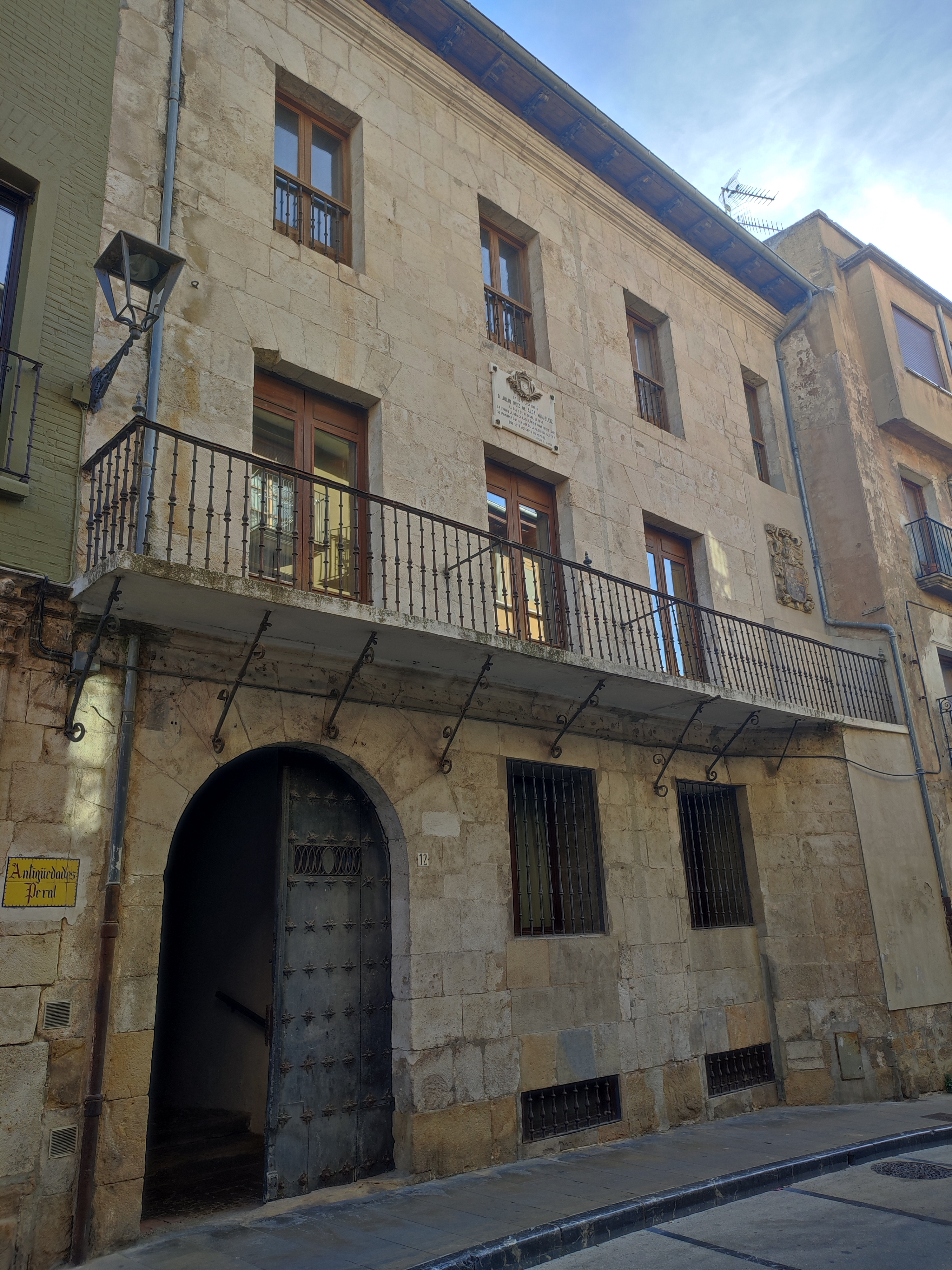
Casa natal en Estella

Hijo de Silvio Ruiz de Alda y Francisca Miqueleiz. Fue el mayor de sus hermanos y nació en la localidad navarra de Estella el 7 de octubre de 1897, en la calle que hoy lleva su nombre, Julio Ruiz de Alda, número 12, en una casa que, con su monumental escalinata, sus rejas labradas y el blasón de su fachada, conserva todavía el carácter de palacio dieciochesco que había sido en su origen. Con quince años ingresó en la Academia preparatoria Militar Iriarte. Tras superar el examen de ingreso en la Academia de Artillería de Segovia, ingresó el 1 de septiembre de 1913, con el número 1 de su promoción.

### Carrera militar
Se licenció de la Academia de Artillería de Segovia con el empleo de teniente. Inicialmente fue destinado al Regimiento de Montaña con base en Vitoria y poco después será destinado al Regimiento Mixto con base en Tetuán, con motivo de la guerra de África. Destinado a Ceuta, fue llamado en marzo de 1922 a Cuatro Vientos para seguir el curso de observador aéreo. A partir de aquel momento se uniría a la naciente Aviación militar española. En septiembre, ascendido a capitán, se traslada a Marruecos como observador en prácticas, terminando el año en la base de Mar Chica. El 27 de enero de 1923 obtiene el título de observador de aeroplano y pasa al aeródromo de Tetuán, de cuyos talleres se hace cargo en junio. Tuvo una destacada actuación durante las campañas militares de Marruecos.

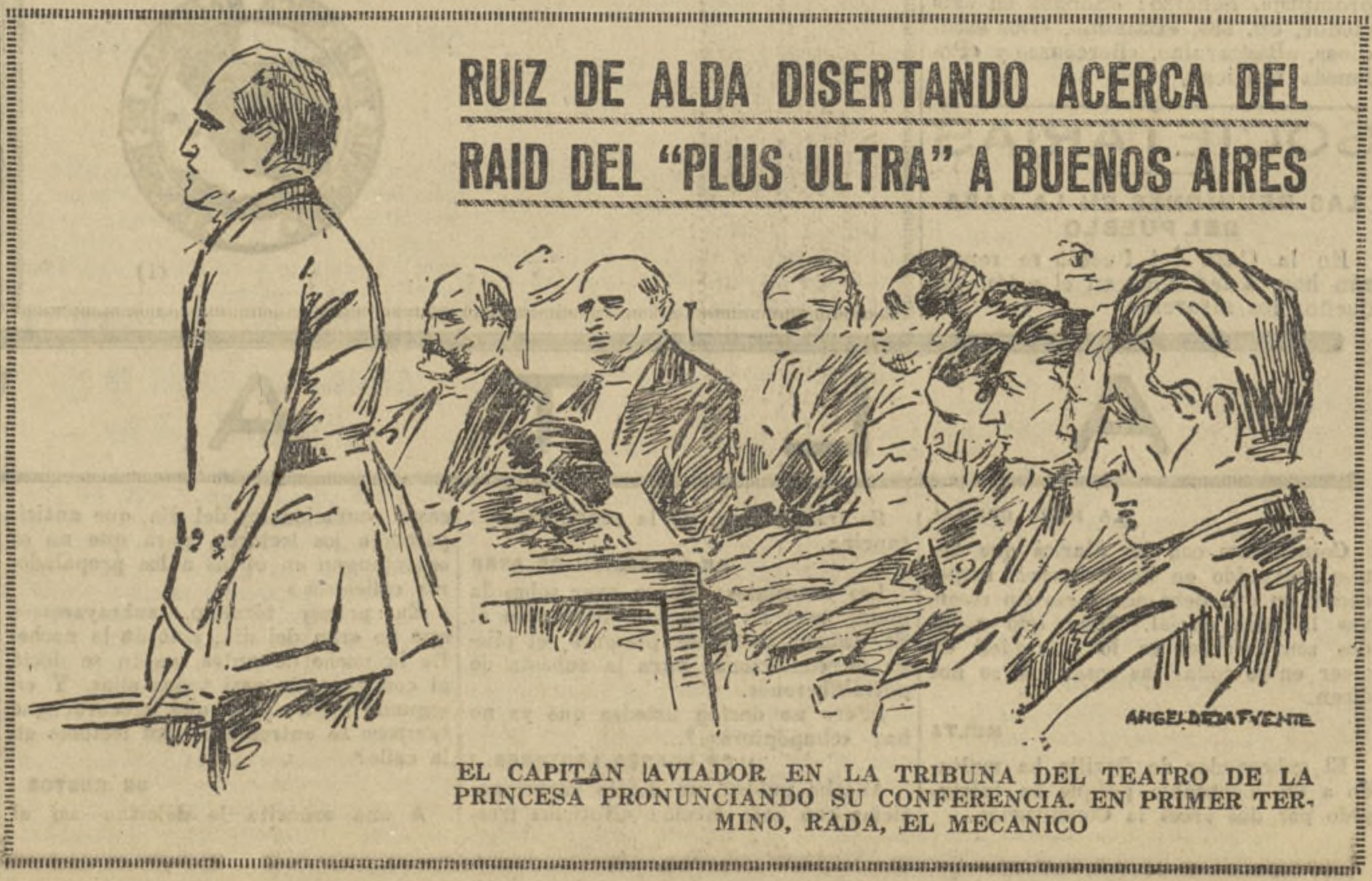
Ruiz de Alda disertando acerca del raid del 'Plus Ultra' a Buenos Aires en la tribuna del teatro de la Princesa. En primer plano aparece Pablo Rada, el mecánico (El Liberal, 1926).

En 1925 fue el primer observador que se ofreció a Ramón Franco para acompañarle en su vuelo a Argentina, tras la baja en Aviación del capitán Mariano Barberán. Poco tiempo después logró cruzar el océano Atlántico sur en el hidroavión Plus Ultra, con Ramón Franco, Juan Manuel Durán González y el mecánico Pablo Rada, en un trayecto de más de 10 000 kilómetros entre Palos de la Frontera (Huelva) y Buenos Aires. Por la realización de este trayecto, recibió la Medalla al Mérito Aéreo y fue nombrado gentilhombre de cámara con ejercicio del rey Alfonso XIII y miembro del Consejo Superior de Aviación. El viaje del Plus Ultra dio a Ruiz de Alda una gran fama entre la población.
Se cree que obtuvo el título de piloto por la Escuela aérea de Getafe. Es en este momento cuando crea la Compañía Española de Trabajos Fotogramétricos Aéreos (CETFA), pero este proyecto se ve interrumpido por el nuevo conflicto en el Protectorado de Marruecos.
Fue ascendido a jefe de grupo y nombrado presidente de la sección española de la Federación Aeronáutica Internacional. Asiste como ponente y vicepresidente al congreso internacional de aviadores trasatlánticos, celebrado en Roma, donde recibe de manos de Benito Mussolini la encomienda de San Gregorio el Magno. Intentó una nueva hazaña, cuando empezó a preparar la vuelta al mundo, otra vez junto a Ramón Franco, a bordo de un Dornier 16, pero fracasó en junio de 1928.

### Vuelos fotográficos
Entre los años 1927 y 1934, Ruiz de Alda realizó una serie de vuelos fotográficos por distintas regiones españolas: En concreto realizó estas cápturas de imágenes áreas para la Confederaciones Hidrográficas del Ebro y del Segura, y con fines catastrales para la Diputación de Navarra; estás últimas han sido puestas a disposición del público, bajo la licencia CC BY 4.0.

### Actividad política

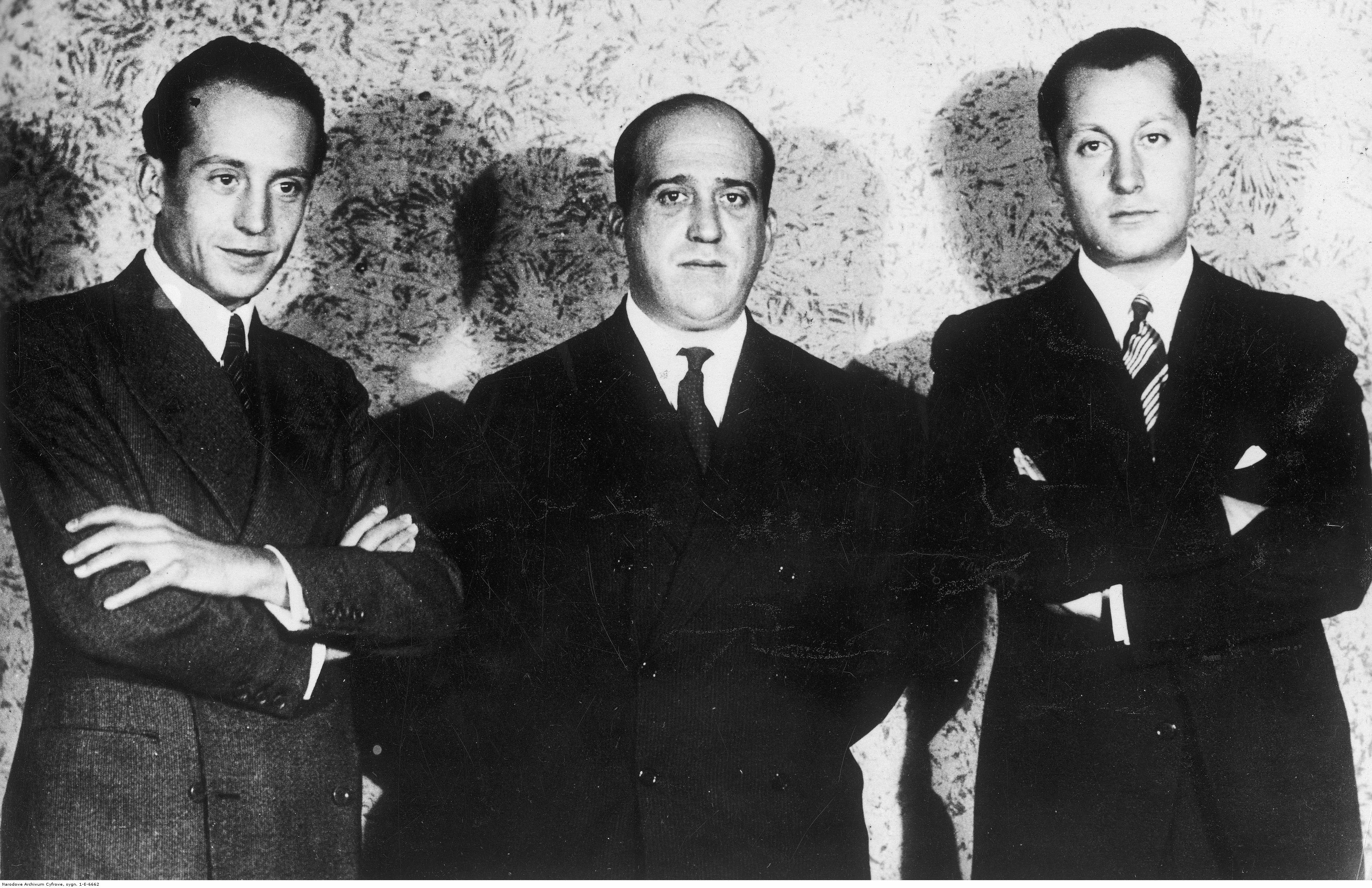
Ruiz de Alda (centro) junto a Valdecasas y Primo de Rivera, en el mitin fundacional de Falange en el teatro de la Comedia de Madrid, el 29 de octubre de 1933.

Tras la proclamación de la Segunda República, se vio cada vez más atraído por los movimientos de derecha y la ideología fascista. Junto a José Antonio Primo de Rivera y Rafael Sánchez Mazas, fundó el pequeño Movimiento Español Sindicalista (MES), de escasa entidad. Posteriormente, en 1933, Ruiz de Alda fue uno de los fundadores de Falange Española (FE) junto a Primo de Rivera, Sánchez Mazas y Alfonso García Valdecasas. De hecho, fue uno de los tres oradores —junto a Primo de Rivera y Valdecasas— en el mitin fundacional de Falange el 29 de octubre de 1933 en el Teatro de la Comedia de Madrid.
Mantuvo una firme amistad con el doctor Juan Negrín por mediación de su esposa Amelia, discípula y admiradora del científico y entonces diputado socialista canario. José Antonio Primo de Rivera intentó atraerse políticamente a Negrín por mediación de Ruiz de Alda, pero sus peticiones siempre fueron rechazadas.
También estuvo muy relacionado con el teórico fascista Ramiro Ledesma, lo que llevaría a la unión entre Falange y las Juntas de Ofensiva Nacional Sindicalista (JONS). Tras esta unión Ruiz de Alda formó parte del triunvirato que inicialmente lideró el partido. En las elecciones de 1936, fue candidato a Cortes republicanas por la circunscripción de Santander, aunque no obtuvo acta de diputado. De hecho, Ruiz de Alda obtuvo en la provincia santanderina unos resultados electorales puramente simbólicos que no llegaron a los 4000 votos.
Ruiz de Alda fue detenido en su despacho el 14 de marzo de 1936 —en el marco de la operación policial que desmanteló la cúpula de Falange— y con posterioridad quedaría recluido en la Cárcel Modelo de Madrid.

### Asesinato
El 22 de agosto de 1936 la prisión fue invadida por milicianos anarquistas, que se hicieron con el control de la misma y decidieron la ejecución de varios presos significados. Ruiz de Alda formó parte del grupo de 28-30 personas que fueron seleccionadas por los milicianos y fusiladas en los patios de la cárcel, durante la conocida como matanza de la Cárcel Modelo. Días antes de ser asesinado, Ruiz de Alda había rechazado una oferta de trabajar para la República que le había hecho llegar su esposa, Amelia Azarola —sobrina del almirante Antonio Azarola, quien pocos días antes había sido fusilado por los sublevados en Ferrol—.

## Honores
Durante el franquismo la Escuela Superior de Educación Física Femenina, que funcionó entre 1956 y 1977, recibió su nombre con carácter honorífico. Asimismo, durante el periodo franquista numerosas calles y plazas de diversas ciudades españolas fueron renombradas en su honor.
En el municipio murciano de San Javier hay un instituto de educación secundaria llamado IES Ruiz de Alda en honor a este piloto de aviación. Además, en la misma zona, hay una antigua colonia militar perteneciente a Santiago de la Ribera llamada Colonia Julio Ruiz de Alda, más conocida como Ciudad del Aire.
En Santander existe una calle con su nombre en el barrio de Castilla-Hermida, en la que se ubica la Biblioteca Central de Cantabria (calle Ruiz de Alda, 19).
En Valdemoro, población del sur de la provincia de Madrid, existe una calle con su nombre frente al centro de salud.
En Sevilla hay una plaza situada a espaldas de la Plaza de España que lleva el nombre de «Aviador Ruiz de Alda».
En Granada hubo un hospital con su nombre, Hospital Ruiz de Alda, construido en 1953. Por acuerdo del Gobierno andaluz fechado el 3 de octubre de 1995, publicitado el 25 de mayo de 1999, pasó a denominarse Hospital Universitario Virgen de las Nieves.

## Obras
- Franco, Ramón; Ruiz de Alda, Julio (1926). De Palos al Plata. Espasa-Calpe.[22]